# 出てこいキャスパー
『出てこいキャスパー』とは、1959年から1961年までアメリカ合衆国のハーベイ・カートゥーンにて制作されたテレビアニメである。本項では「おばけのキャスパー」、「キャスパーと遊ぼう」、「新キャスパーと遊ぼう」、「ユニバーサル版キャスパー」、「キャスパーのオバケ学園」などについても記述する。

## 日本での展開
出てこいキャスパー『Casper the Friendly Ghost』
1962年10月6日から1963年4月13日までフジテレビにて放送された。
短編アニメのため、日本では30分編成。この時期の作品をまとめたVHSがHRSフナイより発売された。
キャスパーと遊ぼう『The New Casper Cartoon Show』（1963 - 1969）
1964年8月16日から1966年3月20日にかけて、フジテレビで日曜18時半に放送された（第1期）。
1965年1月3日は放送休止して、新宝島 (テレビアニメ)を放送。
1967年12月1日からは、東京12チャンネルにて放送されていた。
東京12チャンネルでの放送時間は、毎週月曜日 - 金曜日 18時30分 - 18時45分。
1975年6月1日から1978年にかけて、フジテレビで日曜に未放映分が放送された。
ハンナ・バーベラ版キャスパー『Casper and the Angels』（1979 - 1980）
日本では他のハンナ・バーベラ・プロダクション作品と同様日本コロムビアより「おばけのキャスパー～宇宙水族館～」と「おばけのキャスパー～宇宙大追跡～」の2本としてVHSが発売された。ヨギ・ベアなどと共演する作品もある。
おばけのキャスパー『Casper and Friends』（1991 - 1992）
1993年3月21日から6月13日にかけてNHK BS2の衛星アニメ劇場枠内「サンデーアニメ劇場」で全13回放送された。
この作品がBSで放送されるのはNHKが初めてである。キャスパー役の声優は不明。
『キャスパー (映画)』
1995年に公開された実写映画。
ユニバーサル版キャスパー『The Spooktacular New Adventures of Casper』（1996 - 1998）
95年の実写映画の設定をベースにしたアニメ。日本では1998年6月24日・11月21日にCIC・ビクター ビデオよりVHSが発売され、2003年10月31日からカートゥーン ネットワークで放送された。

1997年3月14日には、キャスパー（NES版）が発売された。
『キャスパー:誕生編』
1997年に公開されたオリジナルビデオで、『キャスパー (映画)』の前日譚にあたる。
『キャスパー マジカル・ウェンディ』
1998年に放映されたテレビ映画。ヒロインのウェンディ役はヒラリー・ダフが務めた。
キャスパーのクリスマス『Casper's Haunted Christmas』（2000）
OVA作品。日本でも同様にパイオニアLDCよりVHSが発売された。
キャスパーのオバケ学園『Casper's Scare School』（2009）
日本では2014年5月12日から2015年3月18日までディズニー・チャンネルで放送された。
おばけのキャスパー キャスパーのクリスマス『Casper's First Christmas』（1979）
テレビスペシャル。日本では1995年11月1日に日本コロムビアよりVHSが発売され、後にカートゥーン ネットワークでクリスマスの時期に放送されることがある。
この番組には、クマゴローとブーブー、マックとルイと、オギーとダディーと、スナッグルが登場している。

### 日本国内では未放送
おばけのキャスパー キャスパーのハロウィン『Casper's Halloween Special』（1979）
日本では1995年9月21日に日本コロムビアよりVHSが発売された。

## 主なキャラクター
キャスパー
声 - 上原ゆかり（フジテレビ版）、西桂太（東京12チャンネル版「キャスパーと遊ぼう」）、林勇（HRSフナイ版VHS）、ゆかな（ハンナ・バーベラ版）、矢島晶子（ユニバーサル・CIC・ビクター ビデオ版、キャスパーのクリスマス）、白鳥由里（ユニバーサル・カートゥーン ネットワーク版）、寺島惇太（ディズニー・チャンネル版）
本作の主人公。心優しくてかわいいおばけ。

### ハンナ・バーベラ版の登場キャラクター
ヘアリー・スケアリー
声 - 西村知道
ミニ
声 - 本名直美
マキシ
声 - 北原冬子
その他
神山卓三、飛田展男

### キャスパーと遊ぼうで登場しているキャラクター
ウェンディ
かわいい魔女っ子。ほうきを使って空を飛び回っている。

### ユニバーサル版キャスパーで登場しているキャラクター
- 左からCIC・ビクター ビデオ版/カートゥーン ネットワーク版。

スティンキー
声 - 塩屋浩三/朝倉栄介
おばけトリオのメンバーで、細身の体系が特徴。
ストレッチ
声 - 小形満/山口登
おばけトリオのメンバーで、筋肉質。
ファッツォ
声 - 宝亀克寿/髙階俊嗣
おばけトリオのメンバーで、太めの体格。3人ともキャスパー達と仲が良い。
ポイル
声 - かないみか/桑谷夏子
スプーキー
声 - 喜田あゆ美/下和田裕貴
バンシー先生
声 - 滝沢ロコ/ならはしみき
キャット
声 - 岡村明美/たかはし智秋
ハーベイ博士
声 - 立木文彦/丸山純路
その他
望月健一、野中秀哲、笹本優子、岡本章子（カートゥーン ネットワーク版声優）

### キャスパーのクリスマスの登場キャラクター
ホーリー
声 - 中村千絵
キャロル
声 - 三石琴乃
ノエル
声 - 大西健晴
スプーキー
声 - 大谷育江
スニベル
声 - 増岡弘
ポイル
声 - 菅原祥子
ストレッチ
声 - 千田光男
スティンキー
ファッツォ
キボシュ

### ディズニー・チャンネル版で登場しているキャラクター
担当声優は日 / 英の順。
ラー
声 - 德石勝大 / Kendre Berry
ミイラ男。少年のような容姿をしているが、実は2500才。
マンサ
声 - 矢野亜沙美 / Christy Carlson Romans
ゾンビの少女。しばしば体の一部（主に両腕）が外れる。
サッチ
声 - 高坂宙 / Matthew Underwood
ドラキュラの少年。オバケ学園でのイジメっ子。コウモリに変身できるが、非変身時は高所恐怖症。
ミッキー&モニコ
声 - 山口理恵&ブリドカットセーラ恵美 / Candy Milo&Nika Futterman
ガイコツ少女の双子。髪の色は、ミッキーがブロンドでモニコがピンク色。
ダミーガール
声 - 山北早紀
あやつり人形の少女。顔面にうっすらと木目が現れている。
ウルフィー
オオカミ男の少年。キャスパーの親友の1人。
ジミー・ブラッドリー
キャスパーの友人のうちで唯一の人間。
フライボーイ
頭部がハエ頭である少年。
トリクロップス
3つ眼の少女。
ハーピー
ハーピーの女子生徒（ただし顔だけ見ると男子生徒のように見える）。
喋ることができないが天真爛漫な性格の持ち主。
クワジー
ちょっと太っちょの少年だが、老婆のような姿勢で頭が腹のすぐ前にある。
オールダー&ダッシュ
オバケ学園の校長先生で、ドウベのように双頭である。
カイボッシュ
緑色の幽霊で、オバケ学園の理事長的な存在。オールダー&ダッシュも頭が上がらない。
『キャスパーのクリスマス』のキボシュと同一人物と思われる。
歴史の女教師
頭部しかなく、その頭部も水晶の中に入っている。
バーンズ
理科を担当している赤いドラゴン。
船長
オバケ学園に時々立ち寄る海賊船の船長。両眼に眼帯をしていて、全盲なのになぜか船を操縦できる。

## スタッフ
でてこいキャスパー
配給 - パラマウント映画
アニメーション制作 -フェイマス・スタジオ

### 日本語版制作
でてこいキャスパー
- 制作：フジテレビ

おばけのキャスパー
- 演出：高瀬節夫
- 翻訳：中野玲子
- 制作：ダックスインターナショナル

ユニバーサル・CIC・ビクター ビデオ版
- 翻訳：井場洋子

ユニバーサル・カートゥーン ネットワーク版
- 演出：佐藤敏夫
- 翻訳：埜畑みずき
- 録音/調整：宮本浩
- 制作担当：小野寺徹、丸山晋
- 制作：カートゥーン ネットワーク、東北新社（TFC）
- プロデューサー：伊藤文子（カートゥーン ネットワーク）

キャスパーのクリスマス
- 演出：中野洋志
- 翻訳：日笠千晶

キャスパーのオバケ学園
- 翻訳：河村里栄、草刈かおり[2]、川井田ひろみ
- 演出：向山宏志
- 録音制作：HALF H・P STUDIO

## 主題歌
- キャスパーと遊ぼう

歌 - 上原ゆかり

## 放映リスト

### 出てこいキャスパー (フジテレビ版)
- ただのおばけじゃありません

### 出てこいキャスパー (パブリックドメイン版)
01話 優しいオバケ（The Friendly Ghost）
02話 キャスパーとキツネのファーディー（There's Good Boos To-Night）
03話 小さなお友達（A Haunting We Will Go）
04話 マザーグースの国へ（Once Upon a Rhyme）
06話 子守りのキャスパー（Boo Hoo Baby）
07話 オバケのボーイスカウト（Boo Scout）
08話 キャスパーとサーカス団（Casper Comes to Clown）
09話 子イヌを救え！（Casper Takes a Bow-Wow）
10話 キャスパーのハロウィーン（Too Boo or Not to Boo）
11話 子ゾウのアルフレッド（Cage Fright）
12話 名誉市民 キャスパー（Ghost of the Town）
13話 オオカミをやっつけろ（Pig-a-Boo）
14話 クモの巣ホテル(The Cobweb Hotel)
15話 勇敢なスカンク（Spunky Skunky）
16話 海賊の宝さがし（Deep Boo Sea）
17話 楽しいクリスマス（True Boo）
18話 カウボーイとオバケ（Boos and Saddles）
19話 しっぽの使い方（By the Old Mill Scream）
20話 食いしん坊の七面鳥（Do or Diet）
21話 恐怖の13日（Frightday the 13th）
22話 羊さん救出大作戦（Little Boo　Peep）
23話 北の国のキャスパー（North Pal）
24話 ジャングルの動物たち（Spook No Evil）
40話 宇宙旅行（Boo Moon）
41話 ゾウも風邪をひく？（Spooking About Africa）
英語版タイトル不明
- 笑いをさがすハイエナ
- こびとになったキャスパー
- 子牛の闘牛
- キャスパーの楽しい水中旅行
- タイムスリップ
- 勇敢な子ウマのスポンキー
- カゲ遊び
- オランダの旅
- ペンギン騒動
- アメフトのヒーロー ビリー
- しっぽの使い方
- ブラックキャスパー
- スポーキーは問題児
- 我らのヒーロー ゼロ
- ランプの妖精キャスパー
- かわいい子ネコたち
- 狩り騒動
- 優勝者マレーシス
- いとこの教育
- ジャイアントキャスパー
- キャスパー昆虫世界へ
- いたずら子ネコ
- 大スター キャスパー
- スケート訓練
- 未完成交響曲
- 迷子の赤ちゃんオバケ
- 魔法のクツ
- 臆病な騎士
- 都市オバケ
- 月旅行
- 眠れないクマ
- カゲ騒動

日本語版タイトル不明
- オリジナル第5話 Casper's Spree Under the Sea
- オリジナル第25話 Boos and Arrows
- オリジナル第26話 Boo Ribbon Winner
- オリジナル第27話 Puss 'n' Boos
- オリジナル第28話 Casper Genie
- オリジナル第29話 Keep Your Grin Up
- オリジナル第30話 Zero the Hero
- オリジナル第31話 Bull Fright
- オリジナル第32話 Hide and Shriek
- オリジナル第33話 Red White and Boo
- オリジナル第34話 Boo Kind to Animals
- オリジナル第35話 Dutch Treat
- オリジナル第36話 Fright from Wrong
- オリジナル第37話 Ground Hog Play
- オリジナル第38話 Penguin for Your Thoughts
- オリジナル第39話 Line of Scream-age
- オリジナル第41話 Boo Bop
- オリジナル第42話 Ghost of Honor
- オリジナル第43話 Hooky Spooky
- オリジナル第44話 Ghost Writers
- オリジナル第45話 Peek-A-Boo
- オリジナル第46話 Ice Scream

### キャスパーと遊ぼう (フジテレビ版)
出典
- キャスパーの誕生日/名探偵ピンキー/サーカス騒動/サーカスごっこ 1965年1月10日
- キャスパーのボーイスカウト（他は不明） 1965年1月17日

### おばけのキャスパー（VHS）
- 宇宙サーカス
- キャンプ騒動
- 宇宙水族館
- 犬泥棒
- チャンピオン
- ヘアリーの主役
- TV作戦
- お城騒動
- 宇宙大追跡
- タイムマシン
- キャスパーのハロウィン
- 風船ガムで捕まえろ
- 怪盗キャット
- キャスパーのクリスマス
- 消えた宝石
- うそつきグレイス

### CN版キャスパー
| 話数 | サブタイトル                     | 日本放送日     |
| ---- | -------------------------------- | -------------- |
| 1    | おどかし大会                     | 2003年10月31日 |
| 1    | 俺たちゃオバケ                   | 2003年10月31日 |
| 2    | ゴーストでワン!                  | 2003年11月3日  |
| 2    | やきもちキャスパー               | 2003年11月3日  |
| 3    | ビッグフットの伝説               | 2003年11月4日  |
| 3    | ゴーストとの一日                 | 2003年11月4日  |
| 4    | アポロ13号の秘密                 | 2003年11月5日  |
| 4    | とっても怖いもの                 | 2003年11月5日  |
| 5    | あこがれのバンシー先生           | 2003年11月6日  |
| 5    | ウィップスタッフ屋敷の住人たち   | 2003年11月6日  |
| 6    | キャスパーはゴーストライター     | 2003年11月7日  |
| 6    | デッドストック・フェスティバル   | 2003年11月7日  |
| 7    | ボイル、おそるべし               | 2003年11月10日 |
| 7    | オマールの肖像画                 | 2003年11月10日 |
| 8    | アートで勝負                     | 2003年11月11日 |
| 8    | ゴースト・ファーザー             | 2003年11月11日 |
| 9    | デートなき反抗                   | 2003年11月12日 |
| 9    | ウィップスタッフの危機           | 2003年11月12日 |
| 10   | キャスパー・マニア               | 2003年11月13日 |
| 10   | フィールド・オブ・ドリームチーム | 2003年11月13日 |
| 11   | 同窓会の憂うつ                   | 2003年11月14日 |
| 11   | スプーキーとポイルのひととき     | 2003年11月14日 |
| 12   | 死神参上!                        | 2003年11月17日 |
| 12   | ファッツォの歌手デビュー         | 2003年11月17日 |
| 13   | セラピー対決                     | 2003年11月18日 |
| 13   | ペットじまんコンテスト           | 2003年11月18日 |
| 14   | キャスパーのおばさん             | 2003年11月19日 |
| 14   | 2人のキャスパー                  | 2003年11月19日 |
| 15   | くさくないスティンキー           | 2003年11月20日 |
| 15   | パルプ・アクション               | 2003年11月20日 |
| 16   | ステージ恐怖症                   | 2003年11月21日 |
| 16   | 博士の転職                       | 2003年11月21日 |
| 17   | 過去へタイムトラベル             | 2003年11月24日 |
| 17   | どっちが怖い？                   | 2003年11月24日 |
| 18   | ふきげんモンスターアードの伝説   | 2003年11月25日 |
| 18   | おじさんたちの家出               | 2003年11月25日 |
| 19   | ご主人様はモンスター             | 2003年11月26日 |
| 19   | ハロウィーン・パーティー         | 2003年11月26日 |
| 20   | スリーゴースト＆ベビー           | 2003年11月27日 |
| 20   | 狙われたキャスパー               | 2003年11月27日 |
| 21   | レプリコンの呪文                 | 2003年11月28日 |
| 21   | スプーキーの悪だくみ             | 2003年11月28日 |
| 22   | スクリーム・カード               | 2003年12月1日  |
| 22   | 勝利の女神 バンシー先生          | 2003年12月1日  |
| 23   | バンシー先生のデート             | 2003年12月2日  |
| 23   | ゴーストの場合～遊園地編～       | 2003年12月2日  |
| 24   | リベンジ大作戦                   | 2003年12月3日  |
| 24   | 借り物ゲーム                     | 2003年12月3日  |
| 25   | 一夜だけのデート                 | 2003年12月4日  |
| 25   | ゴースト・トリオ解散?!           | 2003年12月4日  |
| 26   | 帽子返して                       | 2003年12月5日  |
| 26   | バァ～ミューダ・トライアングル   | 2003年12月5日  |
| 27   | 迷探偵キャスパー                 | 2003年12月8日  |
| 27   | ミスＣのジェラシー               | 2003年12月8日  |
| 28   | ストレッチの悩み                 | 2003年12月9日  |
| 28   | ファッツォへ捧げる歌             | 2003年12月9日  |
| 29   | 博士のトークショー               | 2003年12月10日 |
| 29   | 泣き虫アイリーン                 | 2003年12月10日 |
| 30   | キャスパーの裁判                 | 2003年12月11日 |
| 30   | ファッツォのかぞえ歌             | 2003年12月11日 |
| 31   | リフォーム大作戦                 | 2003年12月12日 |
| 31   | 呪われたビデオテープ             | 2003年12月12日 |
| 32   | 金魚を救え!                      | 2003年12月15日 |
| 32   | 博士のバースディ                 | 2003年12月15日 |
| 33   | アルバイト競争曲!?               | 2003年12月16日 |
| 33   | メイドさんがやってきた           | 2003年12月16日 |
| 34   | 魔女のクッキー                   | 2003年12月17日 |
| 34   | 悪臭トレーニング                 | 2003年12月17日 |
| 35   | クイズに挑戦!                    | 2003年12月18日 |
| 35   | キャスパー版「マクベス」         | 2003年12月18日 |
| 36   | 栄光のスカミー賞                 | 2003年12月19日 |
| 36   | デカいって最高！                 | 2003年12月19日 |
| 37   | たのしい軍事訓練                 | 2003年12月22日 |
| 37   | ストレッチとストレッチ           | 2003年12月22日 |
| 38   | ママの訪問                       | 2003年12月23日 |
| 38   | ゴースト哲学                     | 2003年12月23日 |
| 39   | クリスマスのお仕事               | 2003年12月24日 |
| 39   | バンシーのクリスマス・ソング     | 2003年12月24日 |
| 40   | バンシー先生のウエディング       | 2003年12月25日 |
| 40   | 恋人になりたい!                  | 2003年12月25日 |

### キャスパーのオバケ学園
| 話数 | サブタイトル                           | 原題                                        | 放送日         |
| ---- | -------------------------------------- | ------------------------------------------- | -------------- |
| 1    | 吸血鬼はキバが命                       | Fang Decay                                  | 2014年 5月12日 |
| 1    | ゾンビは怖くない？                     | Scare Day                                   | 2014年 5月12日 |
| 2    | 反抗する腕                             | Disarmed and Dangerous                      | 5月13日        |
| 2    | フランケンの作り方                     | Frankenleftovers                            | 5月13日        |
| 3    | いじめっこより嫌な奴                   | Bully for You                               | 5月14日        |
| 3    | 合体すればスーパースター？             | The Ra-Minator                              | 5月14日        |
| 4    | 不吉なウサギ                           | Weekend at Bunny's                          | 5月15日        |
| 4    | 笑えない日                             | Grimly Day                                  | 5月15日        |
| 5    | 怖いことが怖い！                       | Accidental Hero                             | 5月16日        |
| 5    | お坊ちゃまだったラー                   | Rich Kid Ra                                 | 5月16日        |
| 6    | バーンズ先生の怒り                     | Dragon Quest                                | 5月19日        |
| 6    | アベコベの世界                         |                                             | 5月19日        |
| 7    | オバケスカウトの落第生                 | Scare Scouts                                | 10月18日       |
| 7    | ハロウィンは大きらい！                 | Boo!                                        | 10月18日       |
| 8    | 助けずにはいられない！                 | Abra Ca Deedstown                           | 5月20日        |
| 8    | 縮んでいじめて                         | Shrinky Dust                                | 5月20日        |
| 9    | バンドに夢中！                         | Bands on the Run                            | 5月21日        |
| 9    | 学級委員長は誰？                       | Vote for Casper                             | 5月21日        |
| 10   | キャンプには勇気が必要！               | Permission Impossible                       | 5月22日        |
| 10   | 乗っ取られたキャスパー                 | What Possessed You?                         | 5月22日        |
| 11   | クリスマスはおどかしデー               | Merry Scary Christmas                       | 12月13日       |
| 11   | 時間が止まれば・・・                   | Time Waits for No Ghost                     | 12月13日       |
| 12   | 引っ越しは やめて！                    | Ghost Bust A Move                           | 5月23日        |
| 12   | オバケ学園のダンスバトル               | My Fair Harpy                               | 5月23日        |
| 13   | ウルフィーの変身                       | Fleshed Out                                 | 5月26日        |
| 13   | モスヘッドの秘密                       | Messy Business At the Manor                 | 5月26日        |
| 14   | 病院はワンダーランド                   | Paramedic Paranormal                        | 5月27日        |
| 14   | おじさんたちの復学                     | Back To Ghoul                               | 5月27日        |
| 15   | 忘れられた誕生日                       | 2500 Candles for Ra                         | 5月28日        |
| 15   | 宝物はどこだ！？                       | It's A Mad, Mad, Mad Underworld             | 5月28日        |
| 16   | サンドイッチの呪い                     | Curse of the Sandwich                       | 5月29日        |
| 16   | オバケ学園の新入り                     | A Real Little Monster                       | 5月29日        |
| 17   | 墓荒らしを追え！                       | Curse of the Sarcophagus                    | 5月30日        |
| 17   | ラーはなんでも知っている               | Whiz Kid Ra                                 | 5月30日        |
| 18   | 壊れた次元トンネル                     | Dimension Demented                          | 6月2日         |
| 18   | グラウチの育て方                       | Taming of the Gloutch                       | 6月2日         |
| 19   | クアージのストライキ                   | Ring My Bell                                | 6月3日         |
| 19   | キャスパーの船乗り修行                 | First Mate Casper                           | 6月3日         |
| 20   | オバケ学園の危機パート1 狙われた学園   | Power Outage Part1 A Powerful Foe           | 6月4日         |
| 20   | オバケ学園の危機パート2 奪われた力     | Power Outage Part2 Razznik's Revenge        | 6月4日         |
| 21   | オバケ学園の危機パート3 学園を脱出せよ | Power Outage Part3 Escape From Scare School | 6月5日         |
| 21   | オバケ学園の危機パート4 最後の戦い     | Power Outage Part4 The Final Battle         | 6月5日         |
| 22   | 泥棒は幽霊？                           | Ghost in the Gallery                        | 6月6日         |
| 22   | 特効薬は魔女にもらえ                   | Wart on the Nose                            | 6月6日         |
| 23   | オバケキャッチャーを追い返せ！         | Revenge of the Creature Catche              | 6月9日         |
| 23   | 職員VS生徒のスラグビー対決             | Slugby                                      | 6月9日         |
| 24   | ゾンビスター誕生！                     | You Oughta Be In Pictures                   | 6月10日        |
| 24   | 死体ジラミの逆襲                       | Crypt Critters                              | 6月10日        |
| 25   | ハエ男の愛情                           | The Reflesherator                           | 6月11日        |
| 25   | 新しい校長先生                         | Master Blister                              | 6月11日        |
| 26   | 体育の先生の恋                         | Casper, The Match Maker                     | 6月12日        |
| 26   | ジミーのオバケキャッチャー入門         | Jimmy Bradley:Creature Catcher              | 6月12日        |
| 27   | 本物のモンスター・ムービー             | Monster Movie                               | 10月18日       |
| 27   | アヒルちゃんは誰のもの？               | Quacky Duck                                 | 10月18日       |
| 28   | キャスパーの分身の術                   | Dopplegangers                               | 2015年 2月12日 |
| 28   | コウモリは大嫌い！                     | Totally Bats!                               | 2015年 2月12日 |
| 29   | キャッピーの目玉                       | Cappy's Mail Order Eyes                     | 2月13日        |
| 29   | パンプキンヘッドのお友達               | Pumkinpal                                   | 2月13日        |
| 30   | 消えたバーンズ先生                     | The Day the Professor Croaked               | 2月16日        |
| 30   | つかまった幽霊                         | Protent Brew                                | 2月16日        |
| 31   | クアージのバレエシューズ               | The Bellyache Mystery                       | 2月17日        |
| 31   | 幽霊を閉じ込めろ！                     | Goodbye Jimmy                               | 2月17日        |
| 32   | 念力 VS 幽霊退治屋                     | The Poltergeist Assignment                  | 2月18日        |
| 32   | 恐怖の赤ちゃんドラゴン                 | The Little Dragon                           | 2月18日        |
| 33   | スティンキーおじさんのにおい           | A Haunting Smell                            | 2月19日        |
| 33   | お留守番の悲劇                         | The Manor Has Disappeared                   | 2月19日        |
| 34   | サッチはアイドル                       | Thatch My Idol                              | 2月20日        |
| 34   | 秘密の屋根裏部屋                       | Monster Catcher                             | 2月20日        |
| 35   | サッチは王様                           | Home Alone                                  | 2月23日        |
| 35   | 親切はやめられない                     | I'm Not A Hero                              | 2月23日        |
| 36   | 悪夢にとりつかれた男                   | Dream Team                                  | 2月24日        |
| 36   | はずれない指輪                         | Curse of the Ring                           | 2月24日        |
| 37   | サッチのコレクション                   | Cheese                                      | 2月25日        |
| 37   | お人よしの幽霊                         | Casper's New Friend                         | 2月25日        |
| 38   | 夢に落ちるオルガン                     | Sweet Dreams                                | 2月26日        |
| 38   | タイプライターの作り話                 | Typewriter From Hell                        | 2月26日        |
| 39   | 伝説のマッドドッグ・マクスニア         | Mad-Dog McSneer                             | 2月27日        |
| 39   | 人間の子になったウルフィー             | Our Boy Wolfie                              | 2月27日        |
| 40   | 恐ろしの森のホラー作家                 | Ghost Writer                                | 3月2日         |
| 40   | 見えない幽霊は怖くない！？             | The Ghost Magnet                            | 3月2日         |
| 41   | 笛が呼ぶモンスター                     | Inuasion of the Bog Monsters                | 3月3日         |
| 41   | フランケン先生の危機                   | Now You See Me Now You Don't                | 3月3日         |
| 42   | ピンク色のオバケ学園                   | Love Potion                                 | 3月4日         |
| 42   | 名優誕生                               | Stage Fright                                | 3月4日         |
| 43   | ガーゴイルはなまけ者                   | Substitute Gargoyle                         | 3月5日         |
| 43   | 呪われたボトルシップ                   | Ship In A Bottle                            | 3月5日         |
| 44   | 捨てられた人形ジャック                 | Jack Out of the Box                         | 3月6日         |
| 44   | オバケになりたい宇宙                   | Casper Meets Super Choc                     | 3月6日         |
| 45   | フランケン先生の分身地獄               | Frankengymteacher's Monster                 | 3月9日         |
| 45   | ゴシップDJブロッジ                     | Radio Blodge                                | 3月9日         |
| 46   | 開けてはいけないロッカー               | Davey Jones Locker                          | 3月10日        |
| 46   | 捕まったオバケ・キャッチャー           | Save Graham                                 | 3月10日        |
| 47   | 黒猫をつかまえろ！                     | Black Cat                                   | 3月11日        |
| 47   | イタズラオバケのジミー                 | Jimmy the Ghost                             | 3月11日        |
| 48   | 行方不明のウッドワード                 | Woodward's Day Out                          | 3月12日        |
| 48   | 魔法のしっぽ                           | Calc the Cameleon                           | 3月12日        |
| 49   | オバケより怖いもの                     | Fearless Freddie                            | 3月13日        |
| 49   | トライクロップスの怒り                 | Triclops, Misteress of Darkness             | 3月13日        |
| 50   | 誰も戻れないレース                     | The Great Screamboard Disgrace              | 3月16日        |
| 50   | 人を飲むトランク                       | Jimmy's Trunk Call                          | 3月16日        |
| 51   | ヘディー先生のダンス                   | The Last Dance                              | 3月17日        |
| 51   | ラーの取り引き                         | Mummy's Boy                                 | 3月17日        |
| 52   | そして誰もいなくなる・・・？           | To Catch A Monster                          | 3月18日        |
| 52   | 骨々の争い                             | No Bones                                    | 3月18日        |

## ゲーム
- 1997年にスーパーファミコンでアクションゲームが発売されている。
- 同じく1997年にインタープレイから3DO、PlayStation、セガサターン、ゲームボーイカラーにてアドベンチャーゲームとしてゲーム化もされており、日本国内ではセガサターン版のみ発売された。3DO版も発売予定はあったがキャンセルされている。
- また日本国外では1996年にゲームボーイ用ソフトやPlayStation 2用ソフトで2001年に『en:Casper: Spirit Dimensions』と2008年に『en:Casper's Scare School (video game)』が発売されている。